# معركة قافلة ديسبرج
معركة قافلة دويسبورغ في ليلة 8/9 نوفمبر 1941، وقع قتال بين قافلة إيطالية ومرافقتها وأربع سفن بريطانية. أطلق مسؤولو البحرية الإيطالية على القافلة اسم "بيتا" (في إشارة إلى أكبر سفينة في قافلة دويسبورغ) وكانت تحمل إمدادات للجيش الإيطالي والمستعمرات المدنية والفيلق الأفريقي في ليبيا الإيطالية.